# 洛克人X3
《洛克人X3》是卡普空製作的電子遊戲洛克人X系列主軸故事的第三作，1995年12月1日發行於超級任天堂平台上，本作亦為洛克人X系列中最後一部發行於超級任天堂的一代，也是本系列作中第一部登上PlayStation平台的版本。
本作為系列作第三部，為史上第一部能同時使用艾克斯與傑洛來遊玩的一代。本作引進了騎乘傳送系統、傑洛系統和晶片系統等新要素，使得遊戲性大增。
上市不到半年後便推出了移植版，1996年4月26日推出PlayStation和世嘉土星版，1997年3月28日推出適用於Windows的PC版，2000年2月24日推出PlayStation的廉價版。

## 故事大綱
某日，因製造出西格瑪疫苗而聲名大噪的科學家機器人「多普拉博士」，在他所建造的和平城市「多貝爾城」辦了晚宴，集結了許多優秀的機器人前往參加。但幾個月後，當初參加晚宴的機器人們竟不約而同的同時發動叛亂，也因此非正規獵人總部則命令艾克斯和傑洛出動前往追捕多普拉博士，並將多普拉軍消滅，但數小時後非正規獵人總部卻傳來了緊急通訊，表示非正規獵人總部遭到了多普拉軍的攻擊。

## 主題曲
收錄於日本PS版和SS版
片頭曲《ONE MORE TIME》
作詞：許瑛子 作曲：羽場仁志 編曲：富田素弘 歌：涉谷琴乃
片尾曲《I'm Believer》
作詞：mayumi 作曲、編曲：su'zuki 歌：涉谷琴乃

## 音樂
- 超級任天堂版的音樂由編寫紅白機版初代《惡魔城》遊戲歌曲的山下絹代負責。
- PlayStation和世嘉土星等移植版則由青木佳乃負責。

## 移植版特點
PS、SS、Windows版
- 將超級任天堂的開頭動畫改成標題畫面之後才登場，取而代之的是片頭曲和頭目登場動畫，音樂也全部更換。
- 除了收錄原超級任天堂的密碼功能外，也增加了系統存檔功能。
- 新增讀取畫面

SS版
- 標題數字插入方式不同。
- 遊戲全破關後可按鍵回到主畫面（其他版本則須將主機重置開機）。

PC版
- F4鍵:用來切換視窗和全螢幕
- F5鍵:全螢幕狀態下切換回視窗尺寸
- F6鍵:在全螢幕時可切換解析度
- F7鍵:用來切換視窗尺寸
- F9鍵:遊玩時按2次會回主畫面，主畫面下再按2次則關閉遊戲